# Oberkommandierender der Streitkräfte Österreich-Ungarns
Oberkommandierender der Streitkräfte Österreich-Ungarns war bis 1918 der Oberbefehlshaber der Bewaffneten Macht oder Wehrmacht von Österreich-Ungarn.

## Allerhöchster Oberbefehl
Oberbefehlshaber war der Kaiser, der Allerhöchste Oberbefehl, der mit den Streitkräften über die am 11. Juli 1867 eingerichtete Militärkanzlei Seiner Majestät des Kaisers und Königs verkehrte. Unter ihren Leitern, meist mit dem Titel Generaladjutant versehen, waren:
- Friedrich von Beck-Rzikowsky (11. Juli 1867–1881)
- Arthur Freiherr von Bolfras (1889–5. Jänner 1917)

Seit dem Desaster im Sardinischen Krieg übte Franz Joseph I. die Funktion des Oberbefehlshabers nicht mehr persönlich aus. Er bestellte daher, nach Feldmarschall Erzherzog Albrechts Tod – dieser hatte das Amt 1866 von Feldzeugmeister Benedek, dem Heerführer im Sardinischen Krieg, übernommen – 1905 Erzherzog Friedrich von Österreich-Teschen zu seinem Vertreter, was sich im Schematismus so las: Zur Disposition des Allerhöchsten Oberbefehls – se. k.u.k. Hoheit General der Infanterie und Armeeinspektor Erzherzog Friedrich.
Neben Friedrich, der vor allem zeremonielle Aufgaben hatte, war Erzherzog Thronfolger Franz Ferdinand in den letzten Jahren der Monarchie von großem Einfluss auf ihre bewaffnete Macht, die er einheitlich zu erhalten und auszubauen suchte. Nach einer Offizierskarriere war er 1898 zur Disposition des Allerhöchsten Oberbefehles gestellt worden, um sich dem Heer als Ganzem und der Marine zu widmen. Er unterhielt dazu im Schloss Belvedere in Wien von 1899 an seine eigene Militärkanzlei (Leiter Dezember 1905–Herbst 1911: Alexander Brosch von Aarenau, Herbst 1911–Juni 1914: Carl von Bardolff), die von Brosch sukzessive zur „Nebenregierung“ ausgebaut wurde. 1913 wurde der Thronfolger vom Kaiser zum Generalinspektor der gesamten bewaffneten Macht bestellt; auf seinen Wunsch berief Franz Joseph I. General Conrad zum Generalstabschef (1906–1911 und 1912–1. März 1917). Der Generalstabschef, schon seit der Reform 1895 Chef des Generalstabs für die gesamte bewaffnete Macht, hatte das Recht, dem Monarchen (ohne Anwesenheit des Kriegsministers) persönlich vorzutragen, womit der Generalstabschef über das Verteidigungsministerium wie auch die kaiserliche Kanzlei rückte und die Generaltruppeninspekteure diesem unterstellt werden – nur der Thronfolger war ihm noch übergeordnet.
Mit Beginn des Ersten Weltkrieges ernannte der Kaiser Friedrich zum Armeeoberkommandanten, wie es schon früher in Kriegszeiten üblich war, den Oberbefehl im Ernstfall an einen verdienten Offizier abzugeben. Friedrich hatte die Funktion bis zum 2. Dezember 1916 inne, als der neue Kaiser Karl I. den Oberbefehl selbst übernahm.
Karl gab den Oberbefehl am Ende des Krieges noch ab, um nicht selbst die Kapitulation unterzeichnen zu müssen.

## Liste der Oberkommandierenden
Angegeben ist die seinerzeitige Titulatur
Daten ab 21. Dezember 1867, bis 11. November 1918 (Demobilisierung)
| - se. k.u.k.apost. Majestät Franz Joseph I. von Österreich (* 18. Aug. 1830, † 21. Nov. 1916) - (1848) − 1914 (Kommandoübergabe) - Kaiser und apostol. König, etc., Allerhöchster Oberbefehl (2. Dez. 1848 Reg.; 27. Feb. 1895 preuß. GFM) | - se. k.u.k. Hoheit Feldmarschall Erzherzog Albrecht Friedrich Rudolf von Österreich-Teschen (* 3. Aug. 1817, † 18. Feb. 1895) - (1866) – 18. Februar 1895 † - Generalinspektor der gesamten bewaffneten Macht (4. Apr. 1863 FM; 3. Jul. 1874 russ. GFM, 27. Sep. 1893 preuß. GFM) - vakant - Februar 1895–1898 - se. k.u.k. Hoheit General der Kavallerie und Admiral Erzherzog Franz Ferdinand von Österreich-Este (* 18. Dez. 1863, † 28. Jun. 1914) - 1898 – 28. Juni 1914 † - zur Disposition des Allerhöchsten Oberbefehles; ab 1913 Generalinspektor der gesamten bewaffneten Macht (1896 Thronfolger; 26. Apr. 1899 Gen.d.Kav.; 4. Sep. 1902 Admiral) - se. k.u.k. Hoheit General der Infanterie und Armeeinspektor Erzherzog Friedrich Maria Albrecht von Österreich-Teschen (* 4. Jun. 1856, † 30. Dez. 1936) 1905–1913 (zur Disposition, dann Ob.-Kdo.) Zur Disposition des Allerhöchsten Oberbefehls (8. Dez. 1914 FM; 15. Nov. 1908 preuß. GFM) |
| - se. k.u.k. Hoheit Feldmarschall Erzherzog Friedrich Maria Albrecht von Österreich-Teschen (s. o.) - 1914 – 2. Dezember 1916 (→ Stellvertreter) - Oberkommandierender der gesamten bewaffneten Macht | – |
| - se. k.u.k.apost. Majestät Großadmiral und Generaloberst Karl I. Franz Joseph von Österreich (* 17. Aug. 1887, † 1. Apr. 1922) 2. Dezember 1916 – 2./3. November 1918 (Kommandoübergabe mit Waffenstillstand mit Italien/Kriegsende) Kaiser und apostol. König, etc., Allerhöchster Oberbefehl (Gen.d.Kav. u. Admiral; 1. Nov. 1916 Großadm. u. Gen.-Ob.; 21. Nov. 1916 Reg.; 12. Feb. 1917 preuß. GFM) | - se. k.u.k. Hoheit Feldmarschall Erzherzog Friedrich Maria Albrecht von Österreich-Teschen (s. o.) - 2. Dezember 1916 – 11. Februar 1917 (zur Disposition) |
| - Feldmarschall Hermann Albin Josef Baron Kövess von Kövessháza (* 30. Mär. 1854, † 22. Sep. 1924) ab 4. November 1918 Armeeoberkommandant (war Kommandant der Heeresgruppe am westlichen Balkan; 5. Aug. 1917 FM) | - Generaloberst Arthur Albert Freiherr Arz von Straussenburg (* 16. Jun. 1857, † 1. Jul. 1935) ab 4. November 1918 Chef des Generalstabs der k.u.k Armee (26. Feb. 1918 Gen.-Ob.; 2. Mär. 1917 GenSt.-Chef) |